# 緊急速報メール (au)
緊急速報メール（きんきゅうそくほうメール）とは、気象庁が配信する緊急地震速報や津波警報、地方公共団体が発信する災害・避難情報などを受信することができるKDDI/沖縄セルラー電話のスマートフォン（対象外機種が一部あり）および一部のEZweb対応機種向けサービス。携帯電話の利用者は通信料、情報料ともに無料。2012年3月30日から配信を開始。

## 概要
緊急地震速報を受信できるエリアは全国。津波警報（大津波、津波）の対象沿岸地域を含むエリアにいるときであれば、日本国内全域で受信可能。対象エリアにいる場合でも、警報音が鳴動せずに画面上の表示のみとなる場合がある。また、通信中ないしは電波が届かなかった場合の再受信は不可。解約した端末でも、解約されたSIMカードが挿入されている場合、受信できる。
なお、大雨・暴風や火山の噴火などといった特別警報発表時も配信していたが、防災ラジオや防災アプリなどが普及してきたことから、2021年10月28日に配信を終了する事を気象庁が発表していた。しかし、「避難に必要な情報が得られなくなるのではないか」などの意見が寄せられたことに加え、気象庁も地方自治体が住民に対して避難情報を適切に提供しているか調査した上で改めて配信継続の可否についての判断を行いたいとして一旦終了を延期することになった。

## 配信方式
- BC-SMS方式 - Broadcast SMSの略称。CDMA 1X WIN エリアで採用。
- ETWS方式 - 配信に3 - 4秒。Earthquake and Tsunami Warning Systemの略称。au 4G LTE エリアで採用。

## 対応機種
2014年10月現在。対応機種以外では利用できないが、対応外となっている一部スマートフォンやEZweb対応端末の場合は、緊急地震速報のみ受けられる場合がある。
また、2013年9月以降発売された機種はブザー音に加えて「地震です」と声で知らせる「声でお知らせ」に対応している。それ以前のAndroid端末でも「au災害対策」アプリのアップデート、iPhoneはiOS 7または8にアップデートすることで対応する。
- iPhone 4S以降のiPhoneシリーズ - iPhone 4Sに限りiOS 6 へのアップデート後に利用可能（アップデートしない場合は、緊急地震速報のみ対応）。
- Android 2.2以上のスマートフォン - 原則、「au災害対策」アプリ上で提供（端末により、緊急地震速報が別アプリとなるケースもある）。ただし、端末自体のアップデートを要する場合もある。